# Bapuz
Bapuz är en ort i Mexiko.   Den ligger i kommunen San Juan Cancuc och delstaten Chiapas, i den sydöstra delen av landet, 800 km öster om huvudstaden Mexico City. Bapuz ligger 1 180 meter över havet och antalet invånare är 416.
Terrängen runt Bapuz är bergig åt nordväst, men åt sydost är den kuperad. Runt Bapuz är det ganska tätbefolkat, med 75 invånare per kvadratkilometer. Närmaste större samhälle är Pantelhó, 11,6 km nordväst om Bapuz. I omgivningarna runt Bapuz växer i huvudsak städsegrön lövskog.